# Suriname op de Olympische Zomerspelen 2004
Suriname nam deel aan de Olympische Zomerspelen 2004 in Athene (Griekenland). Het was de tiende deelname aan de Zomerspelen. Chef de Mission was bestuurslid Ramon Tjon A Fat. 
Van de vier deelnemers nam de 39-jarige Letitia Vriesde voor de vijfde keer deel aan de Olympische Spelen. De drie andere maakten hun Olympisch debuut. Ook deze editie behaalde geen enkele Surinaamse deelnemer een medaille. De twee keer dat wel lukte was in 1988 (goud) en 1992 (brons) door zwemmer Anthony Nesty. De pijn werd iets verzacht door Deborah Gravenstijn, een in Nederland geboren judoka van Surinaamse afkomst, die voor Nederland een bronzen medaille behaalde.

## Deelnemers & Resultaten
(m) = mannen, (v) = vrouwen 
| Sport    | Olympiër (deelname)        | Discipline       | Resultaat | Prestatie                               |
| -------- | -------------------------- | ---------------- | --------- | --------------------------------------- |
| Atletiek | Cornelis Sibe (1)          | 800m (m)         | 72e tijd  | series : 2.00,06 min.                   |
| Atletiek | Letitia Vriesde (5)        | 800m (v)         | 24e tijd  | series : 2.01,70 min. HF : 2.06,95 min. |
| Zwemmen  | Sade Daal (1)              | 50m vrij (v)     | 54e tijd  | series : 29,27 sec.                     |
| Zwemmen  | Gordon Touw Ngie Tjouw (1) | 100m vlinder (m) | 51e tijd  | series : 56,68 sec.                     |

Afghanistan · Albanië · Algerije · Amerikaanse Maagdeneilanden · Amerikaans-Samoa · Andorra · Angola · Antigua en Barbuda · Argentinië · Armenië · Aruba · Australië · Azerbeidzjan · Bahama's · Bahrein · Bangladesh · Barbados · België · Belize · Benin · Bermuda · Bhutan · Bolivia · Bosnië en Herzegovina · Botswana · Brazilië · Britse Maagdeneilanden · Brunei · Bulgarije · Burkina Faso · Burundi · Cambodja · Canada · Centraal-Afrikaanse Republiek · Chili · China · Chinees Taipei · Colombia · Comoren · Congo-Brazzaville · Congo-Kinshasa · Cookeilanden · Costa Rica · Cuba · Cyprus · Denemarken · Djibouti · Dominica · Dominicaanse Republiek · Duitsland · Ecuador · Egypte · El Salvador · Equatoriaal-Guinea · Eritrea · Estland · Ethiopië · Fiji · Filipijnen · Finland · Frankrijk · Gabon · Gambia · Georgië · Ghana · Grenada · Griekenland · Groot-Brittannië · Guam · Guatemala · Guinee · Guinee‑Bissau · Guyana · Haïti · Honduras · Hongarije · Hongkong · Ierland · IJsland · India · Indonesië · Irak · Iran · Israël · Italië · Ivoorkust · Jamaica · Japan · Jemen · Jordanië · Kaaimaneilanden · Kaapverdië · Kameroen · Kazachstan · Kenia · Kirgizië · Kiribati · Koeweit · Kroatië · Laos · Lesotho · Letland · Libanon · Liberia · Libië · Liechtenstein · Litouwen · Luxemburg · Macedonië · Madagaskar · Malawi · Malediven · Maleisië · Mali · Malta · Marokko · Mauritanië · Mauritius · Mexico · Micronesië · Moldavië · Monaco · Mongolië · Mozambique · Myanmar · Namibië · Nauru · Nederland · Nederlandse Antillen · Nepal · Nicaragua · Nieuw-Zeeland · Niger · Nigeria · Noord-Korea · Noorwegen · Oeganda · Oekraïne · Oezbekistan · Oman · Oostenrijk · Oost‑Timor · Pakistan · Palau · Palestina · Panama · Papoea-Nieuw-Guinea · Paraguay · Peru · Polen · Portugal · Puerto Rico · Qatar · Roemenië · Rusland · Rwanda · Saint Kitts en Nevis · Saint Lucia · Saint Vincent en Grenadines · Salomonseilanden · Samoa · San Marino · Sao Tomé en Principe · Saoedi-Arabië · Senegal · Servië en Montenegro · Seychellen · Sierra Leone · Singapore · Slovenië · Slowakije · Soedan · Somalië · Spanje · Sri Lanka · Suriname · Swaziland · Syrië · Tadzjikistan · Tanzania · Thailand · Togo · Tonga · Trinidad en Tobago · Tsjaad · Tsjechië · Tunesië · Turkije · Turkmenistan · Uruguay · Vanuatu · Venezuela · Verenigde Arabische Emiraten · Verenigde Staten · Vietnam · Wit-Rusland · Zambia · Zimbabwe · Zuid-Afrika · Zuid-Korea · Zweden · Zwitserland